# Banquise FM
Banquise FM est une station de radio associative locale de catégorie A basée à Isbergues. Autrefois appelée « Radio Banquise », elle change de nom et de logo en 2009 pour s'appeler « Banquise FM ».
Elle diffuse ses programmes sur la bande FM, à la fréquence de 101,7 MHz, sur un secteur géographique de 35 kilomètres autour d'Isbergues, contenant donc Saint-Omer, Bruay-la-Buissière, Béthune et Hazebrouck.
Banquise FM diffuse 24h/24 et 7j/7 sur la FM, Internet et en DAB+ en qualité numérique.
La radio ne diffuse pas de publicité.

## Historique
Radio Banquise voit le jour le 6 juin 1982, à la suite de la libération de la Bande FM par l'État français.
En 2009, elle change de nom pour devenir « Banquise FM ». Elle se veut plus jeune et avec un nouveau logo.
En 2011, à la suite de la fermeture de Radio Bruaysis, la radio accueille des animateurs de celle-ci.
En 2011, l'antenne subit la tempête de décembre et perd sa puissance d'émission qui est réduite à 5 km à la ronde.
En 2012, la radio dispose d'une nouvelle antenne et augmente sa puissance d'émission jusqu'à 35 km à la ronde.
À la rentrée 2016, la radio déménage de ses locaux historiques qui se situaient rue du 11 novembre à Molinghem, pour s'installer dans les anciens locaux de la MJEP, fraîchement réaménagés, rue Jean Macé à Isbergues.
La station dispose désormais d'une régie entièrement numérique et d'une cabine DJ insonorisée.

## Membres de l'équipe
- Présidente : Nathalie Dereumetz
- Administrateur Général : Rudy Dekeyser
- Programmateur / Coordinateur d'antenne : Jean Baptiste Cottrez

## Programmation

### Généralités
Les émissions « à thème » sont animées, réalisées et mixées par les animateurs et dj's bénévoles de la station.
Les émissions « d'intérêt général » sont proposées par les salariés.
Les styles de musique sont variés et passent de la variété française à la techno, de la musique polonaise à l'électro, du Hip Hop à la House, des années 60 au Funk, etc etc. Les musiques « Rétro » sont proposées le matin et les musiques « plus modernes » sont proposées quant à elles l'après-midi.
La radio propose également des reportages tout au long de la journée sur le terrain ou en studio.
Banquise FM retransmet également des événements en direct (concerts, etc).

### Le Grand Prix d’Isbergues
Le Grand Prix d'Isbergues est devenu une tradition en quelques années sur Banquise FM.[réf. nécessaire]
En effet, depuis de nombreuses années la radio soutient le Grand Prix d’Isbergues et le commente en direct lors de son passage à travers les routes de la région : 
- en 2008, la radio a couvert pendant 9 h d’émission le Grand Prix d’Isbergues.
- en 2009, la radio a également couvert l'événement.
- en 2010, pour diverses raisons le GPI n'était pas retransmis sur Banquise FM.
- en 2011, aucun animateur étant disponible le GPI n'a pas pu être retransmis.
- en 2012, l'équipe de Banquise FM couvrira l'événement en direct sur toute la course.

## Diffusion
Depuis la rentrée de Septembre 2018, la radio diffuse (en plus de la Bande FM et du Streaming), en numérique via le système DAB+, bien que non officielle, la portée de diffusion dépasse les 50 km.